# 下館二高前駅
下館二高前駅（しもだてにこうまええき）は、茨城県筑西市岡芹にある真岡鐵道真岡線の駅である。
通称は「二高前」（にこうまえ）で、車内アナウンスや一部の運賃表なども「二高前」で表記されている場合がある。

## 歴史
- 1988年（昭和63年）4月11日：真岡線が東日本旅客鉄道（JR東日本）から真岡鐵道に転換されると同日に開業[1]。

## 駅構造
単式ホーム1面1線を有する地上駅で無人駅。ホームには部分的に上屋がある。出入口は南北に2か所あり、ホームとの間はともにスロープとなっているが、傾斜が急なため通常の車椅子では自力の乗降はできない。
周囲に当駅への案内看板はなく、ホームの入口にも路線や駅を示す表示がない。ホーム上の駅名標も並行する道路からは見えないため、外観からは駅名を確認しにくい。
ホーム裏手を通る道路を挟み自転車置場が設置されているが、住宅地内に新設された駅であり、駅前広場や駐車場、トイレ等はない。

## 利用状況
2019年度の1日平均乗降客数は181人である。近年の一日平均乗車人員の推移は下記のとおり。
| 乗降車人員推移 | 乗降車人員推移  | 乗降車人員推移    |
| 年度           | 1日平均乗車人員 | 1日平均乗降車人員 |
| -------------- | --------------- | ----------------- |
| 1998           |                 | 137               |
| 1999           |                 | 138               |
| 2000           |                 | 210               |
| 2001           |                 | 123               |
| 2002           |                 | 100               |
| 2003           |                 | 98                |
| 2004           |                 | 89                |
| 2005           |                 | 88                |
| 2006           |                 | 89                |
| 2007           | 32              | 77                |
| 2008           | 34              | 107               |
| 2009           | 34              | 71                |
| 2010           | 51              | 130               |
| 2011           | 37              | 75                |
| 2012           | 48              | 92                |
| 2013           | 48              | 90                |
| 2014           | 44              | 93                |
| 2015           | 43              | 86                |
| 2016           | 51              | 94                |
| 2017           | 40              | 77                |
| 2018           | 49              | 122               |
| 2019           | 76              | 181               |

## 駅周辺
住宅地である。南側は駅開業以前からの佇まいであるが、北側は近年区画整理が行われ新しい住宅が立ち並んでいる。
- 筑西市立下館中学校 - 門まで東へ約2 - 3分。
- 茨城県立下館第二高等学校 - 下館中学校の北隣にある。門まで東へ約3分。
- 筑西市道の駅循環バス（関東鉄道運行）下館二高前停留所 - 下館第二高校に隣接しており、駅からはやや離れている。徒歩6分。
- 筑西市立下館小学校（下館城趾） - 南東へ徒歩約10分。
- 国道294号
- 国道50号（下館バイパス）
- 五行川 - 当駅近くの仙在橋以北は河川敷が公園として整備されている。また、堤防はサイクリングロードが栃木県真岡市方面へと続いている。
- 北つくば農業協同組合本店
- 下館学校給食センター
- 不動堂 - 市指定文化財（建造物）[3]
- 月海山観喜院（）廃寺石仏 - 市指定文化財（彫刻）[4]
- 佐藤英信（）の墓 - 市指定文化財（史跡）[5]
- 月海山観喜院医王寺廃寺藪椿 - 市指定文化財（天然記念物）[6]
- 上羽黒神社 - 下館中学校より坂下る。
- 定林寺（） - 下館中学校より南下、下館小学校に至るまでの道路西側に位置する。県指定文化財（工芸品）の板碑[7]・銅鐘[8]。

## 隣の駅
真岡鐵道
■真岡線
「SLもおか」運転日のみ
上り 6100列車
　　6002列車
下り 6001列車
　　6103列車
通過
普通
下館駅 - 下館二高前駅 - 折本駅